# Europejska Nagroda Filmowa dla najlepszej aktorki
Europejska Nagroda Filmowa dla najlepszej aktorki (ang. European Film Award for Best Actress) − nagroda przyznawana za najlepszą rolę żeńską w filmie europejskim w ramach Europejskich Nagród Filmowych. Przyznawana jest przez członków Europejskiej Akademii Filmowej już od pierwszej edycji rozdania nagród w 1988 roku.
Dwukrotnymi laureatkami nagrody jest jak dotychczas pięć aktorek: Hiszpanka Carmen Maura, Angielka Charlotte Rampling, Francuzki Juliette Binoche i Isabelle Huppert oraz Niemka Sandra Hüller. Najwięcej nominacji w tej kategorii uzyskała Hiszpanka Penélope Cruz (pięć wskazań). Czterokrotnie nominowano Binoche i Huppert.
Nominacje do nagrody otrzymało kilka polskich aktorek: Krystyna Janda (1990), Agata Kulesza (2014) i Agata Trzebuchowska (2014). Jedyną laureatką pochodzącą z Polski jest jak dotychczas Joanna Kulig (2018).

## Laureatki i nominowane

### 1988−1989
| Rok                | Aktorka               | Rola                  | Tytuł polski                          | Tytuł oryginalny                         |
| ------------------ | --------------------- | --------------------- | ------------------------------------- | ---------------------------------------- |
| 1988               | Carmen Maura          | Pepa Marcos           | Kobiety na skraju załamania nerwowego | Mujeres al borde de un ataque de nervios |
|                    | Tinna Gunnlaugsdóttir | Isold                 | Cień kruka                            | Í skugga hrafnsins                       |
| Ornella Muti       | Anna                  | Kodeks prywatny       | Codice privato                        |                                          |
| Carol Scanlan      | Teresa                | Reefer i jego modelka | Reefer and the Model                  |                                          |
| 1989               | Ruth Sheen            | Shirley               | Wysokie aspiracje                     | High Hopes                               |
|                    | Sabine Azéma          | Irène de Courtil      | Życie i nic więcej                    | La vie et rien d'autre                   |
| Snežana Bogdanović | Badema Kuduz          | Kuduz                 | Kuduz                                 |                                          |
| Corinna Harfouch   | Therese Forster       | Treffen in Travers    | Treffen in Travers                    |                                          |
| Natalja Niegoda    | Wiera                 | Mała Wiera            | Malenkaya Vera                        |                                          |

### 1990–1999
| Rok              | Aktorka                        | Rola                         | Tytuł polski              | Tytuł oryginalny           |
| ---------------- | ------------------------------ | ---------------------------- | ------------------------- | -------------------------- |
| 1990             | Carmen Maura                   | Carmela                      | Aj, Carmela!              | Ay, Carmela!               |
|                  | Anne Brochet                   | Roxane                       | Cyrano de Bergerac        | Cyrano de Bergerac         |
| Krystyna Janda   | Antonina Dziwisz               | Przesłuchanie                | Przesłuchanie             |                            |
| 1991             | Clotilde Courau                | Nathalie                     | Mały przestępca           | Le petit criminel          |
|                  | Julie Delpy                    | Sabeth                       | Homo Faber                | Homo Faber                 |
| Sigríđur Hagalín | Stella                         | Dzieci natury                | Börn náttúrunnar          |                            |
| 1992             | Juliette Binoche               | Michèle Stalens              | Kochankowie na moście     | Les amants du Pont-Neuf    |
|                  | Johanna ter Steege             | Emma                         | Kochana Emmo, droga Bobe  | Édes Emma, drága Böbe      |
| Barbara Sukowa   | Katharina Hartmann             | Europa                       | Europa                    |                            |
| 1993             | Maia Morgenstern               | Nela                         | Dąb                       | Balanta                    |
|                  | Carla Gravina                  | Dr Carla Aldrovandi          | Długa cisza               | Il lungo silenzio          |
| Tilda Swinton    | Orlando                        | Orlando                      | Orlando                   |                            |
| 1994 1995        | Nagrody nie przyznano.         | Nagrody nie przyznano.       | Nagrody nie przyznano.    | Nagrody nie przyznano.     |
| 1996             | Emily Watson                   | Bess McNeill                 | Przełamując fale          | Breaking the Waves         |
| 1997             | Juliette Binoche               | Hana                         | Angielski pacjent         | The English Patient        |
|                  | Katrin Cartlidge               | Hannah Mills                 | Współlokatorki            | Career Girls               |
| Brigitte Roüan   | Diane Clovier                  | Po seksie                    | Post coïtum animal triste |                            |
| Emma Thompson    | Frances                        | Zimowy gość                  | The Winter Guest          |                            |
| 1998             | Élodie Bouchez Natacha Régnier | Isabelle Tostin Marie Thomas | Wyśnione życie aniołów    | La vie rêvée des anges     |
|                  | Dinara Drukarowa               | Liza                         | Dziwadła i ludzie         | Pro urodov i lyudey        |
| Annet Malherbe   | Keet                           | Mały Antoś                   | Kleine Teun               |                            |
| 1999             | Cecilia Roth                   | Manuela Echevarria           | Wszystko o mojej matce    | Todo sobre mi madre        |
|                  | Nathalie Baye                  | Ona                          | Związek pornograficzny    | Une liaison pornographique |
| Penélope Cruz    | Macarena Granada               | Dziewczyna marzeń            | La niña de tus ojos       |                            |
| Émilie Dequenne  | Rosetta                        | Rosetta                      | Rosetta                   |                            |
| Iben Hjejle      | Liva Psilander                 | Mifune                       | Mifunes sidste sang       |                            |

### 2000–2009
| Rok                    | Aktorka | Rola                                                             | Tytuł polski                        | Tytuł oryginalny                 |
| ---------------------- | --- | ---------------------------------------------------------------- | ----------------------------------- | -------------------------------- |
| 2000                   | Björk | Selma Ježková                                                    | Tańcząc w ciemnościach              | Dancer in the Dark               |
|                        | Bibiana Beglau | Rita Vogt                                                        | Legenda Rity                        | Die Stille nach dem Schuß        |
| Lena Endre             | Marianne | Wiarołomni                                                       | Trolösa                             |                                  |
| Sylvie Testud          | Ariane | Uwięziona                                                        | La captive                          |                                  |
| Julie Walters          | Sandra Wilkinson | Billy Elliot                                                     | Billy Elliot                        |                                  |
| 2001                   | Isabelle Huppert | Erika Kohut                                                      | Pianistka                           | La pianiste                      |
|                        | Ariane Ascaride | Michèle                                                          | Miasto jest spokojne                | La ville est tranquille          |
| Laura Morante          | Paola | Pokój syna                                                       | La stanza del figlio                |                                  |
| Charlotte Rampling     | Marie Drillon | Pod piaskiem                                                     | Sous le sable                       |                                  |
| Stefania Sandrelli     | Anna | Ostatni pocałunek                                                | L'ultimo bacio                      |                                  |
| Audrey Tautou          | Amelia Poulain | Amelia                                                           | Le fabuleux destin d’Amélie Poulain |                                  |
| 2002                   | Fanny Ardant Emmanuelle Béart Danielle Darrieux Catherine Deneuve Isabelle Huppert Virginie Ledoyen Firmine Richard Ludivine Sagnier | Pierrette Louise Mamy Gaby Augustine Suzon Pani Chanel Catherine | 8 kobiet                            | 8 femmes                         |
|                        | Oksana Akińszyna | Lilja Michajłowa                                                 | Lilja 4-ever                        | Lilja 4-ever                     |
| Emmanuelle Devos       | Carla Behm | Na moich ustach                                                  | Sur mes lèvres                      |                                  |
| Martina Gedeck         | Martha Klein | Tylko Marta                                                      | Bella Martha                        |                                  |
| Laura Morante          | Sibilla Aleramo | Podróż o nazwie miłość                                           | Un viaggio chiamato amore           |                                  |
| Samantha Morton        | Morvern Callar | Morvern Callar                                                   | Morvern Callar                      |                                  |
| Kati Outinen           | Irma | Człowiek bez przeszłości                                         | Mies vailla menneisyyttä            |                                  |
| 2003                   | Charlotte Rampling | Sarah Morton                                                     | Basen                               | Swimming Pool                    |
|                        | Diana Dumbrava | Maria                                                            | Maria                               | Maria                            |
| Helen Mirren           | Chris Harper | Dziewczyny z kalendarza                                          | Calendar Girls                      |                                  |
| Anne Reid              | May | Matka                                                            | The Mother                          |                                  |
| Katja Riemann          | Lena Fischer | Rosenstraße                                                      | Rosenstraße                         |                                  |
| Katrin Saß             | Christiane Kerner | Good bye, Lenin!                                                 | Goodbye Lenin!                      |                                  |
| 2004                   | Imelda Staunton | Vera Drake                                                       | Vera Drake                          | Vera Drake                       |
|                        | Sara Adler | Judith Lerner                                                    | Nasza muzyka                        | Notre musique                    |
| Penélope Cruz          | Italia | Namiętność                                                       | Non ti muovere                      |                                  |
| Sibel Kekilli          | Sibel Güner | Głową w mur                                                      | Gegen die Wand                      |                                  |
| Asi Lewi               | Michale | Awanim                                                           | Avanim                              |                                  |
| Valeria Bruni Tedeschi | Marion | 5x2 pięć razy we dwoje                                           | 5x2                                 |                                  |
| 2005                   | Julia Jentsch | Sophie Scholl                                                    | Sophie Scholl – ostatnie dni        | Sophie Scholl – Die letzten Tage |
|                        | Juliette Binoche | Anne Laurent                                                     | Ukryte                              | Caché                            |
| Sandra Ceccarelli      | Laura / Eleonora | Życie o jakim marzę                                              | La vita che vorrei                  |                                  |
| Connie Nielsen         | Sarah | Bracia                                                           | Brødre                              |                                  |
| Natalie Press          | Mona | Lato miłości                                                     | My Summer of Love                   |                                  |
| Audrey Tautou          | Mathilde Donnay | Bardzo długie zaręczyny                                          | Un long dimanche de fiançailles     |                                  |
| 2006                   | Penélope Cruz | Raimunda                                                         | Volver                              | Volver                           |
|                        | Nathalie Baye | Caroline „Caro” Vaudieu                                          | Młody porucznik                     | Le petit lieutenant              |
| Martina Gedeck         | Christa-Maria Sieland | Życie na podsłuchu                                               | Das Leben der Anderen               |                                  |
| Sandra Hüller          | Michaela Klingler | Requiem                                                          | Requiem                             |                                  |
| Mirjana Karanović      | Esma Halilović | Grbavica                                                         | Grbavica                            |                                  |
| Sarah Polley           | Hanna | Życie ukryte w słowach                                           | The Secret Life of Words            |                                  |
| 2007                   | Helen Mirren | Elżbieta II                                                      | Królowa                             | The Queen                        |
|                        | Marion Cotillard | Édith Piaf                                                       | Niczego nie żałuję – Edith Piaf     | La môme                          |
| Marianne Faithfull     | Maggie / Irina Palm | Irina Palm                                                       | Irina Palm                          |                                  |
| Carice van Houten      | Rachel Stein / Ellis de Vries | Czarna księga                                                    | Zwartboek                           |                                  |
| Anamaria Marinca       | Otilia Mihartescu | 4 miesiące, 3 tygodnie i 2 dni                                   | 4 luni, 3 saptamani si 2 zile       |                                  |
| Ksienija Rappoport     | Irena | Nieznajoma                                                       | La sconosciuta                      |                                  |
| 2008                   | Kristin Scott Thomas | Juliette Fontaine                                                | Kocham cię od tak dawna             | Il y a longtemps que je t'aime   |
|                        | Hiam Abbass | Salma Zidane                                                     | Drzewo cytrynowe                    | Etz Limon                        |
| Arta Dobroshi          | Lorna | Milczenie Lorny                                                  | Le silence de Lorna                 |                                  |
| Sally Hawkins          | Pauline „Poppy” Cross | Happy-Go-Lucky, czyli co nas uszczęśliwia                        | Happy-Go-Lucky                      |                                  |
| Belén Rueda            | Laura | Sierociniec                                                      | El orfanato                         |                                  |
| Ursula Werner          | Inge | W siódmym niebie                                                 | Wolke Neun                          |                                  |
| 2009                   | Kate Winslet | Hanna Schmitz                                                    | Lektor                              | The Reader                       |
|                        | Penélope Cruz | Magdalena "Lena" Rivas                                           | Przerwane objęcia                   | Los abrazos rotos                |
| Charlotte Gainsbourg   | Ona | Antychryst                                                       | Antichrist                          |                                  |
| Katie Jarvis           | Mia Williams | Fish Tank                                                        | Fish Tank                           |                                  |
| Yolande Moreau         | Séraphine Louis | Serafina                                                         | Séraphine                           |                                  |
| Noomi Rapace           | Lisbeth Salander | Millennium: Mężczyźni, którzy nienawidzą kobiet                  | Män som hatar kvinnor               |                                  |

### 2010–2019
| Rok                               | Aktorka                            | Rola                         | Tytuł polski                      | Tytuł oryginalny            |
| --------------------------------- | ---------------------------------- | ---------------------------- | --------------------------------- | --------------------------- |
| 2010                              | Sylvie Testud                      | Christine                    | Lourdes                           | Lourdes                     |
|                                   | Zrinka Cvitešić                    | Luna                         | Jej droga                         | Na putu                     |
| Sibel Kekilli                     | Umay                               | Obca                         | Die Fremde                        |                             |
| Lesley Manville                   | Mary Smith                         | Kolejny rok                  | Another Year                      |                             |
| Lotte Verbeek                     | Annie                              | Nic osobistego               | Nothing Personal                  |                             |
| 2011                              | Tilda Swinton                      | Eva Khatchadourian           | Musimy porozmawiać o Kevinie      | We Need to Talk About Kevin |
|                                   | Kirsten Dunst Charlotte Gainsbourg | Justine Claire               | Melancholia                       | Melancholia                 |
| Cécile de France                  | Samantha                           | Chłopiec na rowerze          | Le gamin au vélo                  |                             |
| Nadieżda Markina                  | Elena                              | Elena                        | Jelena                            |                             |
| 2012                              | Emmanuelle Riva                    | Anne Laurent                 | Miłość                            | Amour                       |
|                                   | Émilie Dequenne                    | Murielle                     | Nasze dzieci                      | À perdre la raison          |
| Nina Hoss                         | Barbara Wolff                      | Barbara                      | Barbara                           |                             |
| Margarete Tiesel                  | Teresa                             | Raj: miłość                  | Paradies: Liebe                   |                             |
| Kate Winslet                      | Nancy Cowan                        | Rzeź                         | Carnage                           |                             |
| 2013                              | Veerle Baetens                     | Elise Vandevelde / Alabama   | W kręgu miłości                   | The Broken Circle Breakdown |
|                                   | Luminița Gheorghiu                 | Cornelia Keneres             | Pozycja dziecka                   | Poziția copilului           |
| Keira Knightley                   | Anna Karenina                      | Anna Karenina                | Anna Karenina                     |                             |
| Barbara Sukowa                    | Hannah Arendt                      | Hannah Arendt                | Hannah Arendt                     |                             |
| Naomi Watts                       | Maria Bennett                      | Niemożliwe                   | Lo imposible                      |                             |
| 2014                              | Marion Cotillard                   | Sandra Bya                   | Dwa dni, jedna noc                | Deux jours, une nuit        |
|                                   | Marian Álvarez                     | Ana                          | Tylko ja                          | La herida                   |
| Valeria Bruni Tedeschi            | Carla Bernaschi                    | Kapitał ludzki               | Il Capitale umano                 |                             |
| Charlotte Gainsbourg              | Joe                                | Nimfomanka                   | Nymphomaniac                      |                             |
| Agata Kulesza Agata Trzebuchowska | Wanda Gruz Anna / Ida Lebenstein   | Ida                          | Ida                               |                             |
| 2015                              | Charlotte Rampling                 | Kate Mercer                  | 45 lat                            | 45 Years                    |
|                                   | Margherita Buy                     | Margherita                   | Moja matka                        | Mia madre                   |
| Laia Costa                        | Victoria                           | Victoria                     | Victoria                          |                             |
| Alicia Vikander                   | Ava                                | Ex Machina                   | Ex Machina                        |                             |
| Rachel Weisz                      | Lena Ballinger                     | Młodość                      | Youth                             |                             |
| 2016                              | Sandra Hüller                      | Ines Conradi                 | Toni Erdmann                      | Toni Erdmann                |
|                                   | Valeria Bruni Tedeschi             | Beatrice Morandini Valdirana | Zwariować ze szczęścia            | La pazza gioia              |
| Trine Dyrholm                     | Anna                               | Komuna                       | Kollektivet                       |                             |
| Isabelle Huppert                  | Michèle Leblanc                    | Elle                         | Elle                              |                             |
| Emma Suárez Adriana Ugarte        | Julieta Arcos Młoda Julieta Arcos  | Julieta                      | Julieta                           |                             |
| 2017                              | Alexandra Borbély                  | Mária                        | Dusza i ciało                     | Teströl és lélekröl         |
|                                   | Paula Beer                         | Anna                         | Frantz                            | Frantz                      |
| Juliette Binoche                  | Isabelle                           | Isabelle i mężczyźni         | Un beau soleil intérieur          |                             |
| Isabelle Huppert                  | Anne Laurent                       | Happy End                    | Happy End                         |                             |
| Florence Pugh                     | Katherine Lester                   | Lady M.                      | Lady Macbeth                      |                             |
| 2018                              | Joanna Kulig                       | Zuzanna „Zula” Lichoń        | Zimna wojna                       | Zimna wojna                 |
|                                   | Marie Bäumer                       | Romy Schneider               | 3 dni w Quiberon                  | 3 Tage in Quiberon          |
| Halldóra Geirharðsdóttir          | Halla                              | Kobieta idzie na wojnę       | Kona fer í stríð                  |                             |
| Bárbara Lennie                    | Petra                              | Petra                        | Petra                             |                             |
| Eva Melander                      | Tina                               | Granica                      | Gräns                             |                             |
| Alba Rohrwacher                   | Antonia                            | Szczęśliwy Lazzaro           | Lazzaro felice                    |                             |
| 2019                              | Olivia Colman                      | Anna Stuart                  | Faworyta                          | The Favourite               |
|                                   | Trine Dyrholm                      | Anne                         | Królowa kier                      | Dronningen                  |
| Adèle Haenel Noémie Merlant       | Héloïse Marianne                   | Portret kobiety w ogniu      | Portrait de la jeune fille en feu |                             |
| Wiktoria Miroszniczenko           | Ija Siergiejewna                   | Wysoka dziewczyna            | Dyłda                             |                             |
| Helena Zengel                     | Benni                              | Błąd systemu                 | Systemsprenger                    |                             |

### 2020–2029
| Rok                | Aktorka                   | Rola                          | Tytuł polski                       | Tytuł oryginalny     |
| ------------------ | ------------------------- | ----------------------------- | ---------------------------------- | -------------------- |
| 2020               | Paula Beer                | Undine Wibeau                 | Undine                             | Undine               |
|                    | Natalia Bierieżnaja       | Natasza                       | DAU. Natasza                       | DAU. Natasha         |
| Andrea Bræin Hovig | Anja                      | Nadzieja                      | Håp                                |                      |
| Nina Hoss          | Lisa                      | Moja młodsza siostra          | Schwesterlein                      |                      |
| Marta Nieto        | Elena                     | Matka                         | Madre                              |                      |
| Ane Dahl Torp      | Alice                     | Nie tak miało być             | Charter                            |                      |
| 2021               | Jasna Đuričić             | Aida Selmanagić               | Aida                               | Quo Vadis, Aida?     |
|                    | Seidi Haarla              | Laura                         | Przedział nr 6                     | Hytti nro 6          |
| Carey Mulligan     | Cassandra „Cassie” Thomas | Obiecująca. Młoda. Kobieta.   | Promising Young Woman              |                      |
| Renate Reinsve     | Julie                     | Najgorszy człowiek na świecie | Verdens verste menneske            |                      |
| Agathe Rousselle   | Alexia / Adrien           | Titane                        | Titane                             |                      |
| 2022               | Vicky Krieps              | Elżbieta Bawarska             | W gorsecie                         | Corsage              |
|                    | Penélope Cruz             | Janis Martínez                | Matki równoległe                   | Madres paralelas     |
| Zar Amir Ebrahimi  | Arezoo Rahimi             | Holy Spider                   | Holy Spider                        |                      |
| Meltem Kaptan      | Rabiye Kurnaz             | Rabiye                        | Rabiye Kurnaz gegen George W. Bush |                      |
| Léa Seydoux        | Sandra                    | Piękny poranek                | Un beau matin                      |                      |
| 2023               | Sandra Hüller             | Sandra Voyter                 | Anatomia upadku                    | Anatomie d’une chute |
|                    | Leonie Benesch            | Carla Nowak                   | Pokój nauczycielski                | Das Lehrerzimmer     |
| Eka Czawleiszwili  | Etero                     | Czarny kos, czarna jeżyna     | Shashvi shashvi maq'vali           |                      |
| Sandra Hüller      | Hedwig Höss               | Strefa interesów              | The Zone of Interest               |                      |
| Mia McKenna-Bruce  | Tara                      | How to Have Sex               | How to Have Sex                    |                      |
| Alma Pöysti        | Ansa                      | Opadające liście              | Kuolleet lehdet                    |                      |
| 2024               | Karla Sofía Gascón        | Emilia Pérez                  | Emilia Pérez                       | Emilia Pérez         |
|                    | Renate Reinsve            | Elisabeth                     | Armand                             | Armand               |
| Trine Dyrholm      | Dagmar                    | Dziewczyna z igłą             | Pigen med nålen                    |                      |
| Vic Carmen Sonne   | Karoline                  | Dziewczyna z igłą             | Pigen med nålen                    |                      |
| Tilda Swinton      | Martha Hunt               | W pokoju obok                 | La habitación de al lado           |                      |